# Erich Zugmayer
Erich Johann Georg Zugmayer, född 16 maj 1879 i Wien, Österrike, död där 13 februari 1938, var en österrikisk zoolog och iktyolog.

## Arter beskrivna av Zugmayer

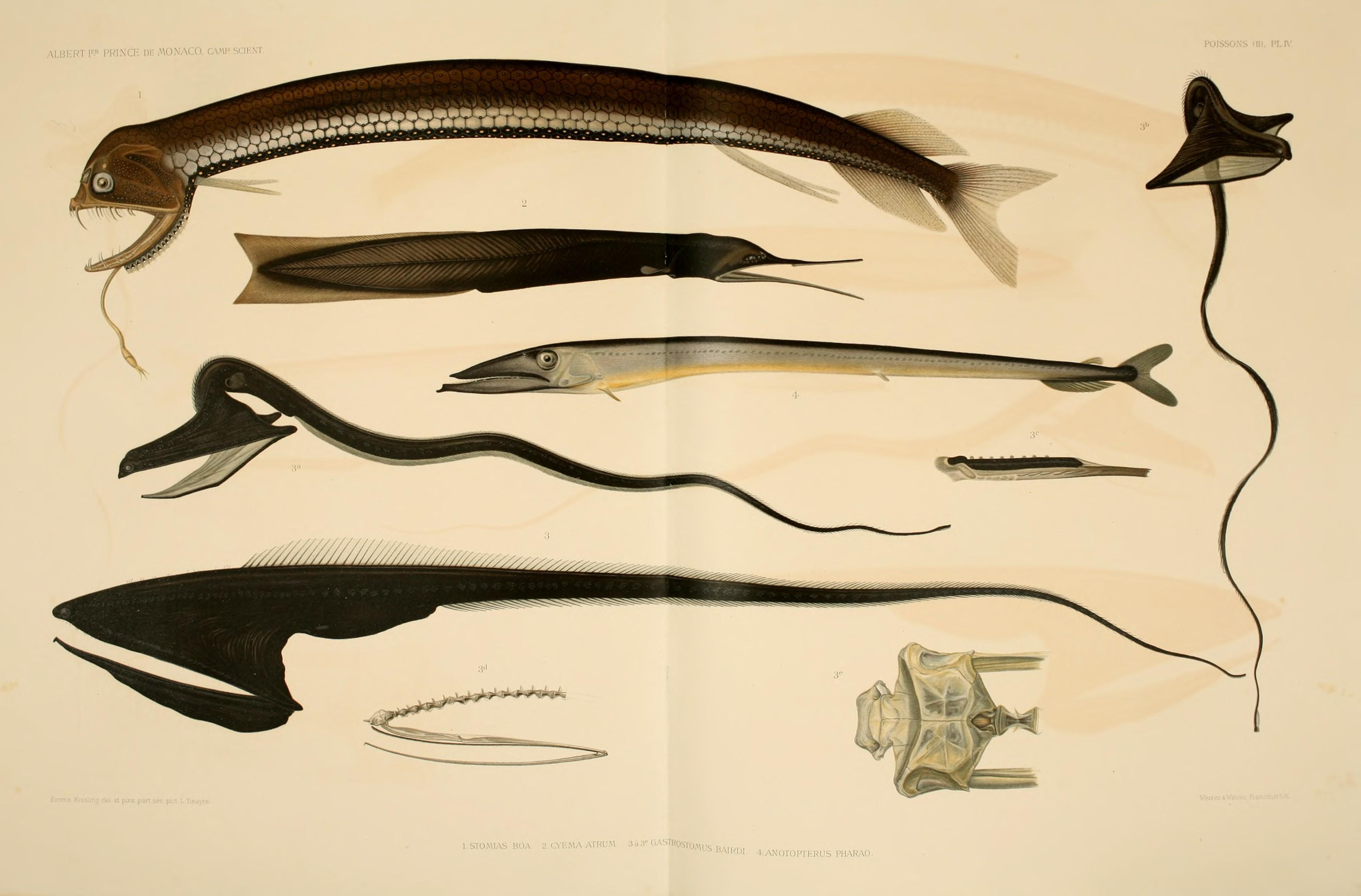
Urval av arter beskrivna av Zugmayer

| Latinskt namn              | År   |
| -------------------------- | ---- |
| Benthalbella infans        | 1911 |
| Cetostoma regani           | 1914 |
| Lobianchia dofleini        | 1911 |
| Anotopterus pharao         | 1911 |
| Labeo gedrosicus           | 1912 |
| Flagellostomias boureei    | 1913 |
| Aristostomias grimaldii    | 1913 |
| Schistura baluchiorum      | 1912 |
| Parabrotula plagiophthalma | 1911 |
| Photonectes braueri        | 1913 |
| Asquamiceps velaris        | 1911 |
| Myctophum rissoi           | 1911 |
| Rhadinesthes decimus       | 1911 |
| Sciadonus cryptophthalmus  | 1911 |
| Opisthoproctus grimaldii   | 1911 |
| Pachycara obesa            | 1911 |
| Leuciscus merzbacheri      | 1912 |
| Platyberyx opalescens      | 1911 |
| Asquamiceps velaris        | 1911 |